# El Arenosillo
El Arenosillo é uma base de lançamento de foguetes com sondas atmosféricas, situado nas proximidades de Mazagón (província de Huelva, Espanha).
O primeiro lançamento de um foguete no Arenosillo ocorreu em 4 de outubro de 1966. Os primeiros modelos de foguete lançados foram Judi-Dart Em 1994 foram lançados a partir desta base um total de 557 foguetes, principalmente do tipo Skua e Skylark em colaboração com outros países.
Grande parte das sondas atmosféricas que são fabricadas na Espanha são lançadas desde a base de El Arenosillo. Aqui também se encontra um observatório astronômico, dentro do programa BOOTES, formado por duas cúpulas e três telescópios automatizados.
Atualmente conhecido como CEDEA (Centro de Experimentação de "El Arenosillo"), é um centro de investigação organicamente enquadrado no INTA (Instituto Nacional de Técnica Aeroespacial) e as principais linhas de atividade são destinadas a pesquisa de energias renováveis, investigação na atmosfera alta, especialmente a ozonosfera, e colaboração com as Forças Armadas e unidades militares de outros países para fornecer suporte com a análise tragediográfica de mísseis e experimentação com unidades UAV (Unmanned Air Vehicle). Outras atividades importantes foram as campanhas trans-mediterrânicas no Globo entre a ASI, CNES e o INTA, entre 1985 e 2000 e a aprovação do míssil Eurostinger entre 1992 e 2001. Durante o ano de 2008 foram realizados testes necessários para a certificação do míssil Spike montado sobre os helicópteros Eurocopter EC665 Tigre em sua versão HAD.